# Балестрате
Балестрате (итал. Balestrate) — коммуна в Италии, располагается в регионе Сицилия, подчиняется административному центру Палермо.
Население составляет 5853 человека (на 2004 г.), плотность населения составляет 1895 чел./км². Занимает площадь 3 км². Почтовый индекс — 90041. Телефонный код — 091.
Покровительницей коммуны почитается Пресвятая Богородица (Maria Addolorata), празднование 15 сентября.